# Antonio María Barbieri
Antonio María Barbieri Romano (Montevideo, 12 de octubre de 1892 - Montevideo, 6 de julio de 1979) fue un obispo uruguayo de la Iglesia católica. Fue arzobispo de Montevideo desde 1940 hasta 1976 y fue el primer religioso uruguayo en ser nombrado Cardenal.

## Biografía
Nació en Montevideo y sus padres fueron Juan P. Barbieri y María Romano. Dudó en un principio de empezar la carrera eclesiástica debido a que sus padres se oponían. Antes de entrar en la vida religiosa trabajó como empleado. El 8 de diciembre de 1913 ingresó a la Orden de Frailes Menores Capuchinos y continuó luego su noviciado en Italia en la Universidad Gregoriana de Roma en 1915. En septiembre de ese año recibió los hábitos e hizo su profesión solemne tomando el nombre de Antonio María de Montevideo.
Posteriormente asistió a casas de estudio Capuchinas y a la Pontificia Universidad Gregoriana en Roma. Fue ordenado sacerdote el 17 de diciembre de 1921 y obtuvo su doctorado en teología en julio de 1923. No aceptó un cargo de profesor en una prestigiosa universidad de Roma y volvió a Uruguay sirviendo en el monasterio capuchino local. Fue elegido superior del mismo en 1931 y reelegido cinco años después. 
El 6 de octubre de 1936, Barbieri fue nombrado Obispo Coadjutor de Montevideo. Fue ordenado Obispo el siguiente 8 de noviembre. En 1940, el 20 de noviembre, sucedió a Juan Francisco Aragone como Arzobispo titular de Montevideo.
Además de sus conocimientos de teología, fue un notable historiador (miembro del Instituto Histórico y Geográfico del Uruguay), violinista y ensayista. Acostumbraba dirigirse a los fieles desde un programa radial en la Radio Jackson.
En el consistorio del 15 de diciembre de 1958 el papa Juan XXIII lo nombró Cardenal, convirtiéndose así en el primer Cardenal uruguayo, hasta que recién en 2015 Daniel Sturla, Arzobispo de Montevideo, fue creado Cardenal por el Papa Francisco. Fue uno de los cardenales electores en el cónclave de 1963, y participó en el Concilio Vaticano Segundo. Barbieri renunció como arzobispo de Montevideo el 17 de noviembre de 1976, luego de treinta y cinco años de servicio. 
Fundó y dirigió la Asociación Magisterial Santa Elena y la Asociación de Enfermeras Católicas del Uruguay. También dirigió las revistas El Terciario Franciscano y Veritas.
Falleció en Montevideo en 1979 a la edad de 86 años y está sepultado en la Catedral metropolitana de Montevideo.

## Obras
- El Beato Conrado de Parzham
- Los Capuchinos genoveses en el Río de la Plata
- La verdad en el éter
- Hacia Él
- Tiende tu arco